# Aksu (Antalya)
Aksu (türkisch für weißes Wasser) ist eine Stadt im gleichnamigen Landkreis der türkischen Provinz Antalya und gleichzeitig ein Stadtbezirk der 1993 geschaffenen Büyükşehir belediyesi Antalya (Großstadtgemeinde/Metropolprovinz).
Der Landkreis liegt nordöstlich der Provinzhauptstadt und grenzt im Osten an Serik, im Westen an Döşemealtı, Kepez und Muratpaşa, im Norden an die Provinz Burdur und im Süden ans Mittelmeer. Durch den Kreis verlaufen die der Mittelmeerküste folgende Straße D 400 und nach Norden die D 685, die Verbindungsstraße von Antalya nach Isparta. Von Norden nach Süden durchquert der gleichnamige Fluss Aksu Çayı (Mittelmeer) den Kreis.
Seit einer Gebietsreform 2014 ist die Gemeinde mit dem Landkreis flächen- und einwohnermäßig identisch, alle ehemaligen Köy (Dörfer) und Belediye (Gemeinden) des Kreises wurden Mahalla (Ortsteile) der Stadt.
Laut Stadtlogo erhielt Aksu 2009 den Status einer Belediye (Gemeinde).

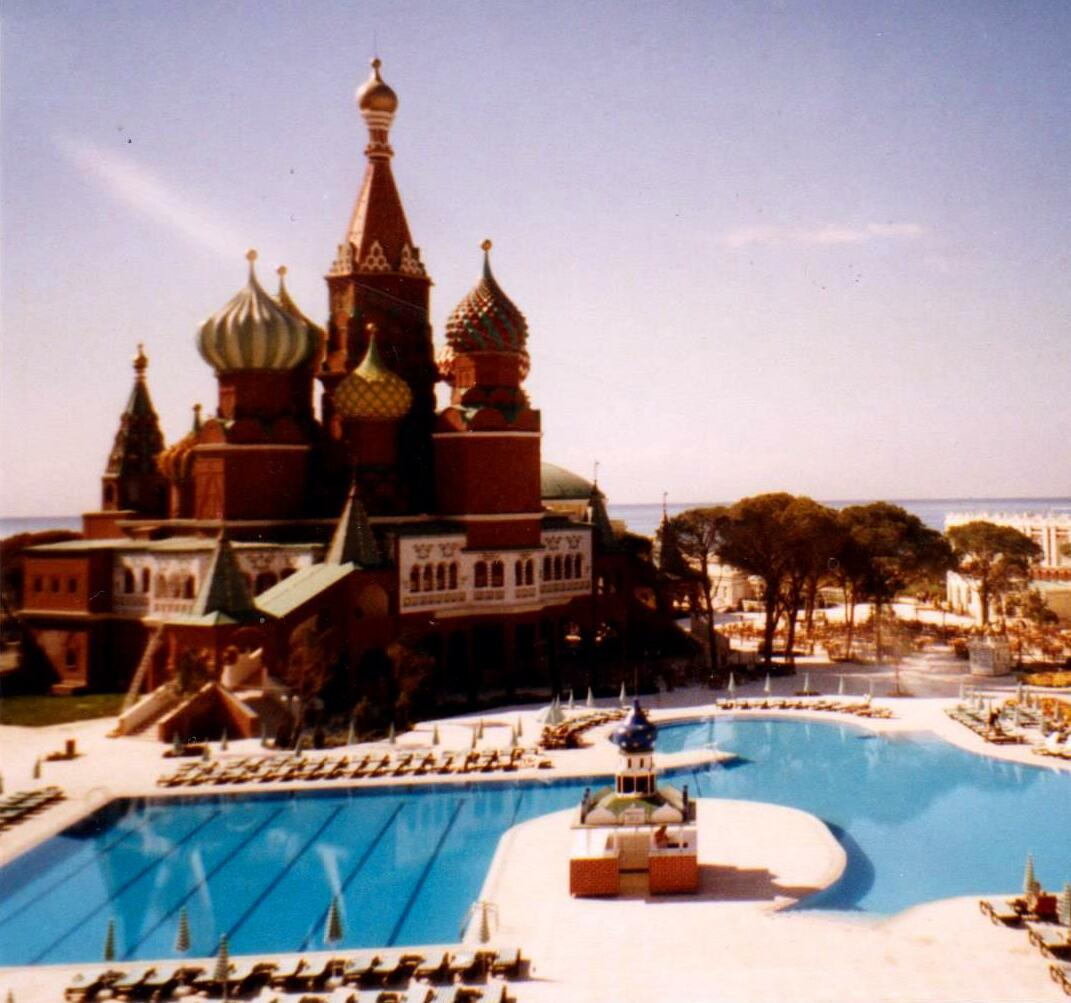
Hotelkomplex Kremlin Palace in Aksu

## Sehenswertes
Am nördlichen Stadtrand von Aksu liegen die Ruinen der antiken Stadt Perge. Ungewöhnliche moderne Wahrzeichen stellen die Hotelkomplexe dar, die Teile des Moskauer Kremls, des Markusplatzes in Venedig und des Topkapı-Palasts imitieren.